# Лятно тръшване (1988)
Лятно тръшване (1988) (на английски: SummerSlam) е първото годишно pay-per-view събитие от поредицата Лятно тръшване, продуцирано от Световната федерация по кеч (WWF). Събитието се провежда на 29 август 1988 г. в емблематичната за компанията Медисън Скуеър Гардън в Ню Йорк.

## Обща информация
Събитието е създадено, за да помогне на компанията да се състезава срещу съперничеството на Световния шампионат по кеч (WCW) (преди това Jim Crockett Promotions). Това е едно от първите четири годишни PPV събития на WWF, заедно с Кечмания, Кралски грохот и Серии Оцеляване.
Събитието се състоя от десет професионални кеч мача. Предварителните мачове включват защита на титлата от Интерконтиненталния шампион Хонки Тонк Мен срещу изненадващ състезател, който се оказа Ултимейт Уориър. Ултимейт Уориър печели мача само за 31 секунди, за да сложи край на 14-месечното царуване на Хонки Тонк Мен, най-дългият носител на Интерконтиненталната титла в историята. Основното събитие е мач, в който са представени Мега Силните (Хълк Хоган и Ренди Савидж) срещу дългогодишните им съперници, Мега Бакшишите (Тед Дибиаси и Андре Гиганта). Хоган и Савидж печелят мача, след като Мис Елизабет, мениджърът на Савидж, разсейва Гиганта и Дибиаси, като сваля полата си, за да остане по бельо.

## Резултати
| №                                         | Резултати | Правила                                               | Време |
| ----------------------------------------- | --- | ----------------------------------------------------- | ----- |
| 1                                         | Британските булдози (Дейви Бой Смит и Динамитеното хлапе) срещу Невероятните Ружо (Жак и Реймънд) приключва с равенство, поради просрочено време | Отборен мач                                           | 20:00 |
| 2                                         | Бад Нюз Браун побеждава Кен Патера | Индивидуален мач                                      | 6:33  |
| 3                                         | Рик Руд (с Боби Хийнън) поб. Джънкярд Дог чрез дисквалификация                                                                                   | Индивидуален мач                                      | 6:18  |
| 4                                         | Силите на болката (Варваринът и Военачалникът) (с Баронът) поб. Болшевиките (Борис Жуков и Николай Волкоф) (със Слик)                            | Отборен мач                                           | 5:27  |
| 5                                         | Ултимейт Уориър поб. Хонки Тонк Мен (ш) (с Джими Харт)                                                                                           | Индивидуален мач за Интерконтиненталната титла на WWF | 0:31  |
| 6                                         | Дино Браво (с Френчи Мартин) поб. Дон Мурако | Индивидуален мач                                      | 5:28  |
| 7                                         | Разрушителите (Екс и Смаш) (ш) (с Мистър Фуджи и Джими Харт) поб. Фондацията Харт (Брет Харт и Джим Найдхарт)                                    | Отборен мач за Световните отборни титли на WWF        | 10:49 |
| 8                                         | Биг Бос Мен (със Слик) поб. Коко Б. Уеър | Индивидуален мач                                      | 5:57  |
| 9                                         | Джейк Робъртс поб. Херкулес | Индивидуален мач                                      | 10:06 |
| 10                                        | Мега Силните (Хълк Хоган и Ренди Савидж) (с Мис Елизабет) поб. Мега Бакшишите (Тед Дибиаси и Андре Гиганта) (с Боби Хийнън и Върджил)            | Отборен мач с Джеси Вентура като специален гост съдия | 14:43 |
| - (ш) – указва шампиона/шампионите в мача | |                                                       |       |